# María Asquerino
Dulce Nombre de María Urdiaín Muro, conocida artísticamente como María Asquerino (Madrid, 25 de noviembre de 1925 - Madrid, 27 de febrero de 2013) fue una actriz española.

## Biografía
Hija de los también actores Mariano Asquerino y Eloísa Muro, debutó siendo pequeña en el Teatro de la Comedia y ya en 1941 en la gran pantalla con la película Porque te vi llorar, de Juan de Orduña.

## Teatro
Estaba considerada como una de las grandes intérpretes teatrales, medio en el que obtuvo notables éxitos con obras como Eloísa está debajo de un almendro (1940), La ciudad alegre y confiada (1951), Un marido de ida y vuelta (1952), Madrugada (1953), Una muchachita de Valladolid (1957), El chico de los Winslow (1958), Esta noche es la víspera (1958), El rey ha muerto (1960), La cornada (1960), Trampa para un hombre solo (1960), Tengo un millón (1960), La bella malmaridada (1962), Epitafio para un soñador (1965), El zapato de raso (1965), Espejo para dos mujeres (1965), Sola en la oscuridad (1967), El sueño de la razón (1970), Anillos para una dama (1973), Motín de brujas (1980), La gaviota (1981), Farsa y licencia de la Reina Castiza (1986), Hipólito (1995), Algún día trabajaremos juntas (1997) y Roberto Zucco (2005).

## Cine
Aunque obtuvo un extraordinario triunfo personal en el cine con su interpretación en la película Surcos (José Antonio Nieves Conde, 1951), ha sido más importante su carrera en la escena teatral. No obstante, trabajó con Jaime de Mayora y Camilo José Cela en El Sótano (1949), con Ladislao Vajda en Séptima página, Antonio Fernández-Román en El sol en el espejo (1963), con Eloy de la Iglesia en Nadie oyó gritar (1973), con Luis Buñuel en Ese oscuro objeto del deseo (1977) y la dirigió Fernando Fernán Gómez en algunas destacadas producciones españolas como Mambrú se fue a la guerra (1986), El mar y el tiempo (1989) y Fuera de juego (1991).
También participó en otras películas menos conocidas hoy en día, como A tiro limpio, de Francisco Pérez-Dolz. 
Posteriormente, intervino en Nadie hablará de nosotras cuando hayamos muerto (Agustín Díaz Yanes, 1995), Muertos de risa (Álex de la Iglesia, 1999) , La comunidad (Álex de la Iglesia, 2000), Tiovivo c. 1950 (José Luis Garci, 2004) y Pagafantas (Borja Cobeaga, 2009).
En 1987 publicó un libro de Memorias. En 2009, coincidiendo con el estreno de la película Pagafantas, anuncia su retirada de la profesión. Ha sido galardonada con la Medalla de Oro al Mérito en las Bellas Artes.
Falleció en 2013, víctima de una afección pulmonar. Pilar Bardem organizó su velatorio en el teatro Español de Madrid, que consideraba su casa, y AISGE asumió las gestiones de su funeral, debido a que no tenía familiares directos que reclamasen su cuerpo.

## Premios
Premios Goya
| Año  | Categoría                                | Película           | Resultado |
| ---- | ---------------------------------------- | ------------------ | --------- |
| 1989 | Mejor interpretación femenina de reparto | El mar y el tiempo | Ganadora  |

Medallas del Círculo de Escritores Cinematográficos
| Año  | Categoría               | Película                                        | Resultado |
| ---- | ----------------------- | ----------------------------------------------- | --------- |
| 1970 | Mejor actriz de reparto | Goya, historia de una soledad La tonta del bote | Ganadora  |

Unión de Actores
| Año  | Categoría     | Resultado |
| ---- | ------------- | --------- |
| 2008 | Toda una vida | Ganadora  |

- Medalla de Oro al Mérito en las Bellas Artes en 1992.